# Hildegarda da Borgonha
Hildegarda de Borgonha (c.1056 – 1104) foi uma senhora nobre de origem francesa. Era a única filha do duque Roberto I de Borgonha e da sua segunda esposa, Ermengarda de Anjou. Ela foi, pelo casamento, Duquesa da Gasconha e Aquitânia.
Casou-se em março de 1069 com o duque Guilherme VIII da Aquitânia; sendo a sua terceira esposa, tendo repudiado as suas duas primeiras mulheres. Este era por sua vez filho de Guilherme V da Aquitânia e Inês de Borgonha.
O casal teve a seguinte descendência:
- Guilherme IX da Aquitânia (22 de outubro de 1071 - 10 de fevereiro de 1126), sucedeu ao pai em todos os seus títulos;
- Inês da Aquitânia (1072 - 6 de junho de 1097), Rainha de Aragão e Navarra pelo seu casamento com Pedro I de Aragão;
- Hugo da Aquitânia (1075-1126)
- Beatriz[3] (f. junho de 1109), que terá desposado Afonso VI de Leão e Castela em 1107 como a sua quinta esposa, enviuvando no ano seguinte.

O nascimento do primogénito, a 22 de outubro de 1071, foi um motivo de grande celebração na corte aquitanesa, mas perante a Igreja este filho foi considerado ilegítimo, devido à consanguinidade dos pais. Isto obrigou o marido a fazer uma peregrinação a Roma pouco após o nascimento do filho para obter a aprovação, pelo Papa, do casamento de ambos.
Hildegarda acabou separada do esposo em 1076.